# نووکوپیلوو (شهرستان پروومایسکی، سرزمین آلتای)
نووکوپیلوو (به لاتین: Novokopylovo) یک منطقهٔ مسکونی در روسیه است که در سرزمین آلتای واقع شده‌است.